# Ayzac-Ost
Ayzac-Ost település Franciaországban, Hautes-Pyrénées megyében. Lakosainak száma 463 fő (2022. január 1.). Ayzac-Ost Agos-Vidalos, Ouzous, Gez, Argelès-Gazost és Boô-Silhen községekkel határos.

## Népesség
A település népességének változása:
| Lakosok száma | 452  | 460  | 468  | 450  | 445  | 453  | 452  | 453  | 463  |
|               | 2013 | 2015 | 2016 | 2017 | 2018 | 2019 | 2020 | 2021 | 2022 |